# Georg Christoph von Wussow
Georg Christoph von Wussow (* 1745; † 20. März 1794) war ein preußischer Jurist. Er stand von 1779 bis zu seinem Tode als Landrat dem Lauenburg-Bütowschen Kreis in Hinterpommern vor. 
Er stammte aus der hinterpommerschen uradligen Familie von Wussow. Sein Vater Georg Lorenz von Wussow war Erbherr auf Vietzig und Klein Wunneschin. 
Wussow besuchte das Pädagogium Halle und studierte anschließend von 1764 bis 1767 Rechtswissenschaften an der Universität Königsberg. 1767 wurde er Referendar beim Justizkollegium in Lauenburg. Die im Osten Pommerns gelegenen Lande Lauenburg und Bütow hatten als Lehen der Krone Polens eine Sonderstellung in Brandenburg-Preußen, unter anderem ein eigenes Grod- und Landgericht in Lauenburg und ein eigenes Tribunal als Appellationsinstanz. 1770 wurde er durch die Stände von Lauenburg und Bütow zum Richter an diesem Tribunal (Tribunalsrat) gewählt, im folgenden Jahr trat er sein Amt an. Doch ordnete König Friedrich II. bald darauf durch Verordnung vom 14. Oktober 1773 das Justizwesen in den Landen Lauenburg und Bütow neu und löste dabei das Lauenburger Tribunal auf. Wussow verlor sein Amt und wurde mit einer kleinen Pension abgefunden. 
Wussow engagierte sich als Kreisdeputierter des Lauenburg-Bütowschen Kreises. Im Jahre 1778 wurde er durch die Kreisstände als Nachfolger von Heinrich Eggard von Woedtke zum Landrat gewählt und trat nach bestandenem Examen 1779 sein Amt an. 1787 wurde er auch Direktor des Kreises. Er starb 1794; zu seinem Nachfolger wurde Franz Christoph von Somnitz gewählt. 
Er bemühte sich im Jahre 1772 bei König Friedrich II. um die Belehnung mit den Gütern der vorpommerschen adligen Familie Wussow, da deren Aussterben möglich erschien. Da er aber den Nachweis einer Stammesverwandtschaft zwischen den beiden gleichnamigen Familien nicht erbringen konnte, blieb er erfolglos.
Georg Christoph von Wussow war seit 1781 mit Sophie Catharina, einer geborenen von Pustar und Witwe des Tribunalsrates und Landrates Georg Jacob Ewald von Puttkamer (* 1740; † 1772), verheiratet. Er war Erbherr auf Vietzig, Landechow, Krampkewitz und Klein Wunneschin.